# Нек

1. Лаколіт 2. Апофіза 3. Батоліт 4. Дайка 5. Сілл
6. Нек 7. Лополіт

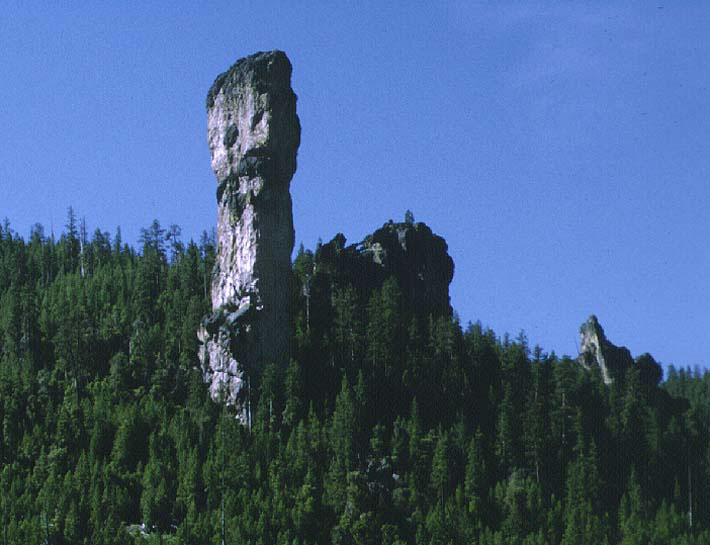
Нек у Ochoco National Forest, шт. Орегон, США

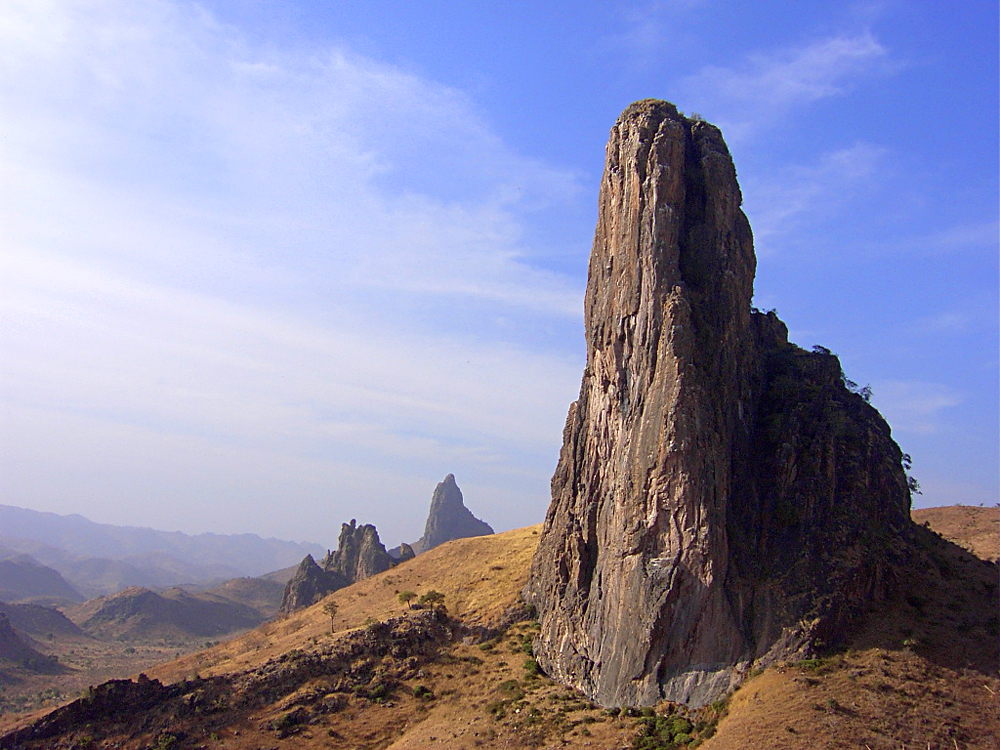
Нек Rhumsiki, Far North Province, Камерун

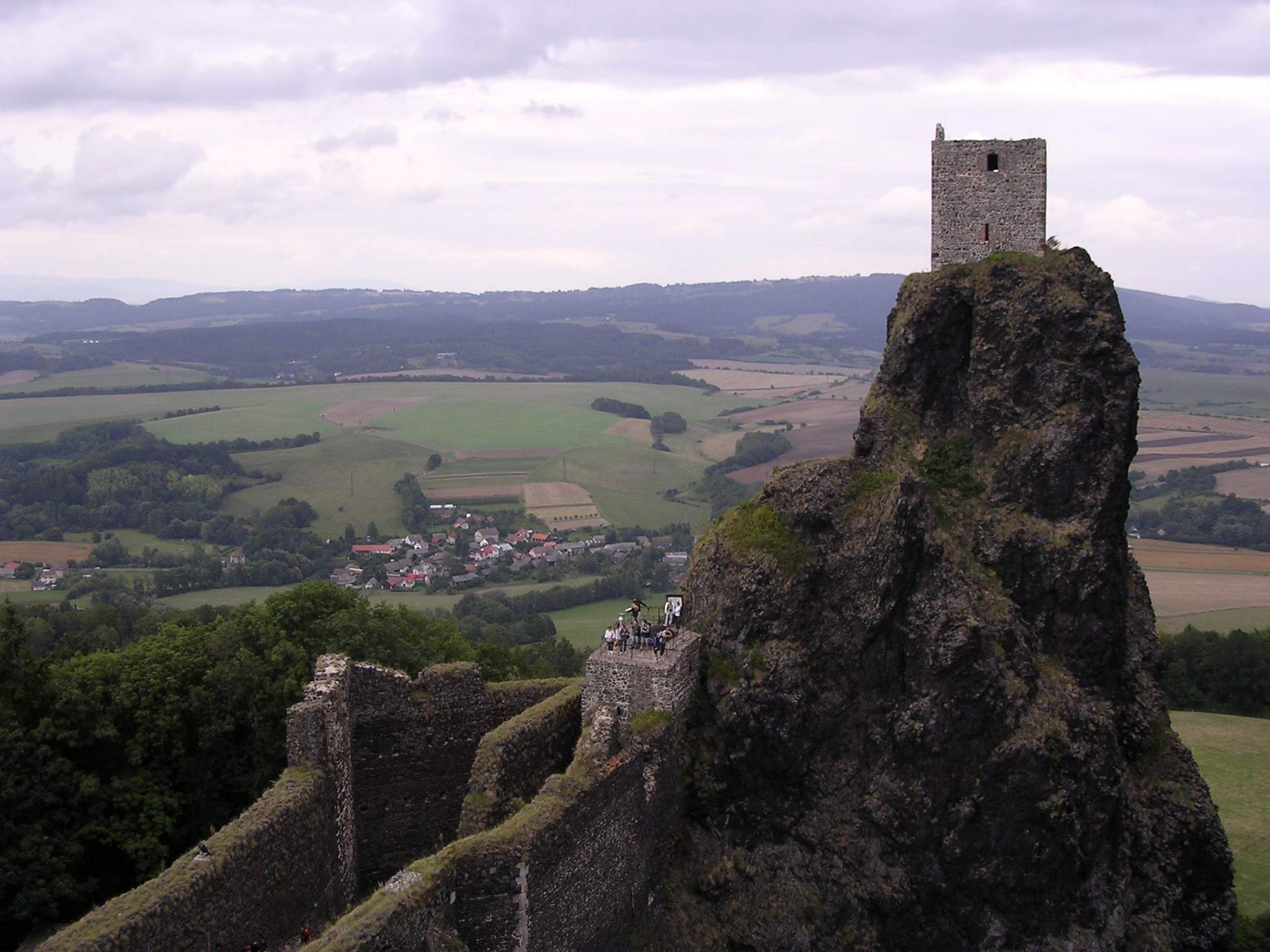
Фортеця Троскі («Дівоча» вежа), Чехія.

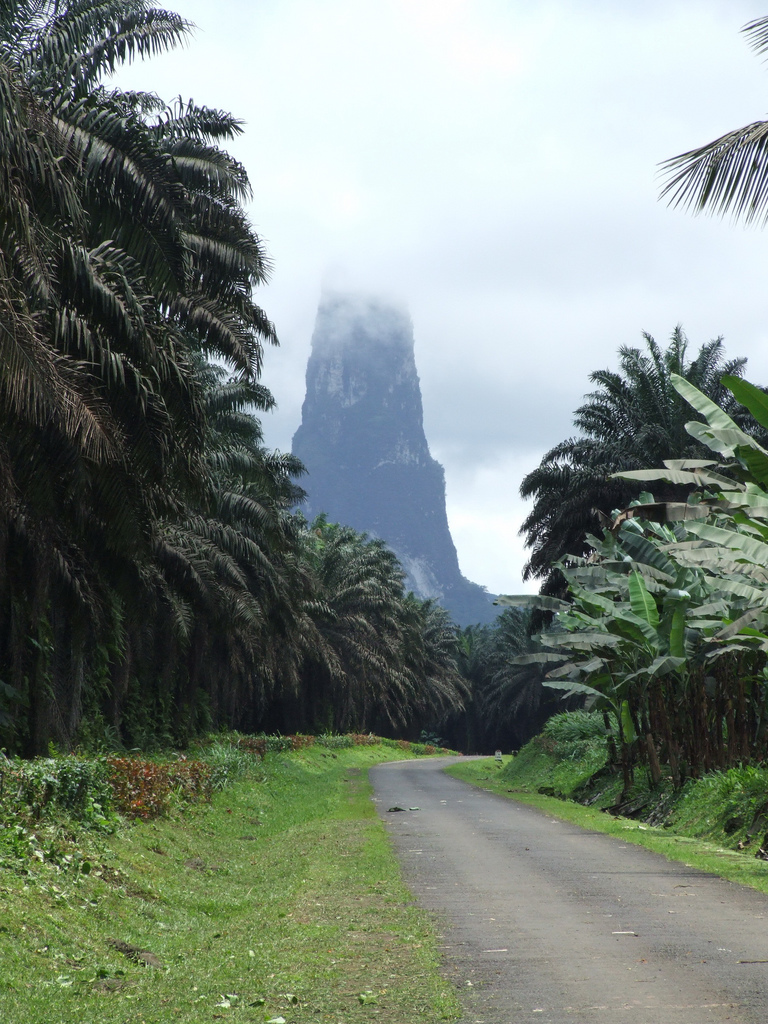
Нек у Сан-Томе і Принсіпі здіймається на 300 метрів від основи та утворює знакомитий національний краєвид

Нек (рос. некк, англ. neck, plug, volcanic neck; нім. Hals m, Neck m, Halskuffe f) — стовпоподібне тіло в жерлі вулкану. 

## Загальний опис
Складається з застиглої лави, вулканічних гірських порід. При руйнуванні вулкану виходить на поверхню. У поперечному перетині неки бувають округлими, овальними або лінзоподібними. Розмір — від декількох метрів до 1,5 км. У вертикальному перетині вони характеризуються крутим падінням стінок усередину (звуження жерла вулкану з глибиною). Залягаючи в більш слабких гірських породах, неки при ерозії виступають у вигляді стовпоподібних піднять. Неки є рудовмісними структурами.
Синонім — жерловина, лавова пробка.